# Árnyék-összeesküvés
Az Árnyék-összeesküvés (eredeti cím: Shadow Conspiracy) 1997-ben bemutatott amerikai politikai thriller, George P. Cosmatos rendező utolsó filmje.

## Cselekmény
Washingtonban a Fehér Ház vezérkari főnöke, Jacob Conrad (Donald Sutherland) puccsra készül, meg akarja ölni az elnököt (Sam Waterston) és magához ragadni a hatalmat. Bobby Bishop (Charlie Sheen), az elnök fiatal tanácsadója egy olyan beszélgetésről szerez tudomást, amiben kiderül, hogy meg akarják gyilkolni az elnököt egy korábbi professzorral (Theodore Bikel). Bishopnak le kell lepleznie az összeesküvést újságíró barátjával, Amanda Givensszel (Linda Hamilton). Próbálják feltárni a rejtélyt és megakadályozni a merényletet.

## Szereplők
| Színész           | Szereplő                 | Magyar hang         |
| ----------------- | ------------------------ | ------------------- |
| Charlie Sheen     | Bobby Bishop             | Csankó Zoltán       |
| Donald Sutherland | Jacob Conrad             | Rajhona Ádám        |
| Linda Hamilton    | Amanda Givens            | Prókai Annamária    |
| Stephen Lang      | Az ügynök                |                     |
| Ben Gazzara       | Saxon alelnök            | Cs. Németh Lajos    |
| Nicholas Turturro | Grasso                   | Anger Zsolt         |
| Stanley Anderson  | Toyanbee főállamügyész   | Juhász Tóth Frigyes |
| Theodore Bikel    | Yuri Pochenko professzor | Palóczy Frigyes     |
| Charles Cioffi    | Blackburn tábornok       | Bitskey Tibor       |
| Sam Waterston     | Az elnök                 | Sztarenki Pál       |
| Gore Vidal        | Page képviselő           | Pataky Imre         |

## Forgatás
A filmet 19 napon keresztül készítették több nagyvárosban. Forgattak Richmondban, Georgetownban, Washingtonban, Baltimore-ban és Maryland államban.

## Kritikai fogadtatás
Az Árnyék-összeesküvés fogadtatása negatívnak mondható, a kritikákat összegyűjtő Rotten Tomatoes oldalán mind a 28 kritika szidta a filmet.
A film költségvetése meghaladta a negyvenmillió dollárt, a jegypénztáraknál alig 2,3 millió dollárt hozott.

## Fordítás
- Ez a szócikk részben vagy egészben  a   Shadow Conspiracy című angol Wikipédia-szócikk fordításán alapul.  Az eredeti cikk szerkesztőit annak laptörténete sorolja fel. Ez a jelzés csupán a megfogalmazás eredetét és a szerzői jogokat jelzi, nem szolgál a cikkben szereplő információk forrásmegjelöléseként.